# Daniah Hagul
Daniah Hagul (* 7. Februar 1999 in Malta) ist eine libysche Schwimmerin.

## Biografie
Haguls Eltern, Bashir und Samira, zogen in den 1990er Jahren nach Malta. Die Familie verbrachte die Sommerferien auf der Farm von Haguls Großvater in Azzahra, Libyen. Hagul begann im Alter von 3 oder 4 Jahren mit dem Schwimmen und begann im Alter von 12 Jahren ernsthaft mit dem Sporttraining im Neptunes Wasserball- und Schwimmclub von St. Julians, Malta. Sie hat den Eintritt in die Mount Kelly Schule in Großbritannien erhalten, eine Schule, die produziert hat eine Reihe von olympischen Schwimmern.
Das politische Klima in Libyen stellte einige Hindernisse für Haguls wettbewerbsfähige Schwimmkarriere dar. In Libyen werden Frauen davon abgehalten, in der Öffentlichkeit Badebekleidung zu tragen, was Schwimmerinnen im Wettkampf selten, aber nicht beispiellos macht. Nach den politischen Umwälzungen im Jahr 2011 hatten der libysche Schwimmverband und das libysche Olympische Komitee Probleme mit der Finanzierung. Schwimmbäder und Clubs wurden auch in Libyen knapp Trotz der Herausforderungen, mit denen sie konfrontiert war, qualifizierte sich Hagul für die Schwimmweltmeisterschaften 2015 in Kasan, Russland, wo sie an den 100-Meter- und 50-Meter-Brustwettbewerben teilnahm. Hagul erreichte eine persönliche Bestzeit von 1:28,59 bei den 100 Meter Brust. Sie belegte den 68. Platz in der Veranstaltung.
Nachdem ihr nationaler Schwimmverband Haguls Reise nach Rio de Janeiro für die Olympischen Spiele nicht finanzieren konnte. Um die Reise zu finanzieren, wandte sich Hagul einer Crowdfunding-Kampagne zu, die sich als erfolgreich erwies. Hagul war die einzige Frau, die bei den Olympischen Sommerspielen 2016 in Rio de Janeiro für Libyen antrat. Sie startete über 100 Meter Brust, wo sie den 44. Rang belegte.